# Димовский, Люпчо
Люпчо Димовский (макед. Љупчо Димовски; родился 9 апреля 1959 года в Велесе, Народная Республика Македония, СФРЮ) — македонский государственный деятель, министр сельского, лесного и водного хозяйства Республики Македония с июля 2009 по июнь 2014 года.

## Образование
Люпчо Димовский окончил экономический факультет Университета Св. Кирилла и Мефодия в Скопье.
Владеет английским и испанским языками.

## Карьера
- С августа 1998 по май 2004 года — генеральный директор ООО "Электронная промышленность - Скопье".
- С октября 2005 по июль 2008 года — генеральный директор государственного предприятия "Паркови и зеленило" в Скопье.
- С августа 2008 года — заместитель министра транспорта и связи Республики Македонии.
- С июля 2009 по июнь 2014 года — министр сельского, лесного и водного хозяйства Республики Македонии.